# Rue Fort-du-Sanctuaire
La rue Fort-du-Sanctuaire est une voie marseillaise située dans le 6e arrondissement de Marseille.

## Situation et accès
Elle démarre dans le quartier de Vauban sur le boulevard Vauban. Après avoir croisé la rue de Pointe-à-Pitre, elle longe des habitations et, à partir de l'intersection avec la montée Notre-Dame, serpente la colline Notre-Dame par une longue corniche et croise la montée de la Bonne-Mère qui donne accès à la basilique, offrant au passage une vue panoramique sur l'est de la ville. Elle se termine au pied de la basilique, sur la place du Colonel-Edon, où elle croise la montée de l'Oratoire et la rue Vauvenargues.

## Origine du nom
La rue doit son nom au fort qui occupait l’emplacement de la basilique Notre-Dame-de-la-Garde avant la construction de cette dernière. En 1214, Guillaume d'Alignano, abbé de Saint-Victor, autorise maître Pierre à construire une chapelle sur la colline, nommée La Guardia. Quatre ans plus tard, le premier sanctuaire est reconnu par le pape Honoré III.

## Historique
De 1892 à 1974, la rue était enjambée par le viaduc issu du funiculaire de Notre-Dame-de-la-Garde. S’y trouvait à cet emplacement la première pile du viaduc qui constituait la gare supérieure du funiculaire. La gare inférieure se situait à l’intersection des rues Jules-Moulet et Dragon situées en bas de la falaise. L’arrêt Ascenseur de la ligne de bus  de la RTM est situé à l’emplacement de la pile.
La rue est classée dans la voirie de Marseille le 9 juillet 1959.